# Wall (Dakota du Sud)
Pour les articles homonymes, voir Wall.
Wall (Makȟóšiča Aglágla Otȟuŋwahe en lakota) est une municipalité dans le comté de Pennington, dans le Dakota du Sud, aux États-Unis.
Fondée en 1907, la localité doit son nom à sa situation près du « haut mur » (high wall) du parc national des Badlands.
Elle est surtout célèbre pour le magasin Wall Drug, qui a ouvert comme une petite pharmacie en 1931 pendant la Grande Dépression et qui par la suite s'est développé en une importante attraction touristique.

## Démographie
| 1910 | 1920 | 1930 | 1940 | 1950 | 1960 |
| ---- | ---- | ---- | ---- | ---- | ---- |
| 167  | 224  | 326  | 500  | 556  | 629  |

| 1970 | 1980 | 1990 | 2000 | 2010 | - |
| ---- | ---- | ---- | ---- | ---- | - |
| 786  | 770  | 834  | 818  | 766  | - |

Selon le recensement de 2010, Wall compte 766 habitants. La municipalité s'étend sur 2,21 milles carrés (5,72 km2).